# Latécoère Late 521
Латекоэ 521 (фр. Latécoère 521) — серия французских гражданских и военных шестимоторных летающих лодок, созданная фирмой Groupe Latécoère в 1930-х годах.

## История создания
В 1930 году, после начала проектирования летающей лодки Late 300, компания Groupe Latécoère преступила к проектированию ещё большего гидросамолёта — Late 520.
Летающая лодка взлётной массой 30 600 кг (на 25 % большей, чем у Late 300) должна была получить четыре новых 18-цилиндровых мотора Hispano-Suiza HS 18Sbr (1000 л. с.). Но когда прототип Late 520 уже находился в постройке, фирма Hispano-Suiza прекратила разработку этого двигателя, и самолёт перепроектировали под шесть моторов меньшей мощности. Четыре двигателя разместили тандемом в двух парах (как и на Late 300), ещё два — отдельно на передней кромке крыла.
Прототип Late 521 приступил к испытаниям в январе 1935 года. Его исполнили в варианте трансатлантической пассажирской машины. Первоначально самолёт оснастили двигателями HS 12Ybrs (860 л.с), но после аварии в январе 1936 года их заменили на более экономичные HS 12Nbr. 1—2 ноября 1937 года летающая лодка установила рекорд дальности для гидросамолётов, преодолев 5793 км, а в конце года установила ещё несколько рекордов скорости и высоты полёта среди самолётов своего класса.
Кроме прототипа, построили ещё одну гражданскую (выпущена в апреле 1939) и три военные летающие лодки (в январе—октябре 1938).

## Эксплуатация
До начала войны Late 522 совершил два двойных перелёта через Северную Атлантику. С началом Второй мировой войны французский флот реквизировал Late 521 и Late 522 — они были включены в состав эскадрильи Е12. Самолёты осуществляли патрулирование Атлантики. Самолёты Late 523 поступили на вооружение эскадрильи Е6, дислоцировавшейся в Ланвеоке. Один из Late 523 был потерян 18 сентября 1939 года — гидроплан совершил вынужденную посадку на воду, попытки буксирования оказались неудачными, и машину пришлось добить артиллерийским огнём кораблей. В марте 1940 года Late 522 вернули в гражданскую авиакомпанию, а оставшиеся в составе флота два Late 523 и один Late 521 по-прежнему совершали патрульные полёты. К моменту капитуляции Франции в июне 1940 года один из Late 523 находился в ремонте и достался немцам, но в строй не вводился. Второй Late 523 вместе с Late 521 перелетели в Марокко. Late 521 был списан в августе 1940, a Late 523 в июне 1941 года после ремонта вошёл в состав дислоцированной в Дакаре эскадрильи 4Е. В августе 1942 года его сняли с эксплуатации.

## Конструкция
Конструкция самолёта подобна Late 300 — цельнометаллический моноплан-парасоль с короткими спонсонами-«жабрами» в нижней части фюзеляжа, которые обеспечивали устойчивость на воде и которых были размещены основные топливные баки.

## Модификации
- Late 521 — трансатлантическая пассажирская летающая лодка, оснащённая 6 двигателями Hispano-Suiza 12Ydrs. Построен 1 экземпляр, который носил имя «Лейтенант де Вассо-Пари». Уничтожен в августе 1944 года отступающими немецкими войсками.[2].
- Late 522 — трансатлантическая пассажирская летающая лодка, оснащённая 6 двигателями Hispano-Suiza 12Y-37 мощностью 920 л. с. Изготовлена в единственном экземпляре, носила имя «Виль де Сент-Пьер». Судьба аналогична Late 521, самолёт уничтожен отступающими немцами в августе 1944 года.[3].
- Late 523 — дальняя морская патрульная летающая лодка. Построено 3 экземпляра. Носили имена «Алголь», «Альдебаран» и «Альтаир». «Алголь» уничтожен артиллерийским огнем 18 сентября 1939 года после неудачной вынужденной посадки. «Альдебаран» захвачен немецкими войсками во время ремонта в Ланвеоке 18 июня 1940 года, в строй больше не вводился. «Альтаир» снят с эксплуатации в августе 1942 года[4].

## Тактико-технические характеристики

Схема Latécoère 521

Приведены характеристики Late 523
Источник данных: Андрей Харук. Все гидросамолёты Второй Мировой. Иллюстрированная цветная энциклопедия. Москва: «Эксмо», 2013. — 328 с.

Технические характеристики
- Экипаж: 14 человек
- Длина: 31,62 м
- Размах крыла: 49,31 м
- Высота: 9,07 м
- Площадь крыла: 330,1 м²
- Масса пустого: 20 846 кг
- Нормальная взлётная масса: 37 510 кг
- Максимальная взлётная масса: 42 010 кг
- Силовая установка: 6 ×  Испано-Сюиза HS 12Y27
- Мощность двигателей: 6 × 900

Лётные характеристики
- Максимальная скорость: 260 км/ч
- Крейсерская скорость: 205 км/ч
- Практическая дальность: 6000 км
- Практический потолок: 6 300 м

Вооружение
- Стрелково-пушечное: 5 x 7,5-мм пулемётов «Дарн» (4 в боковых оконных установках и 1 в верхней башне)
- Боевая нагрузка: 1200 кг (8 75-кг и 4 150-кг бомбы на внешней подвеске)